# Mifflinville
Mifflinville és una concentració de població designada pel cens dels Estats Units a l'estat de Pennsilvània. Segons el cens del 2000 tenia 1.213 habitants.

## Demografia
Segons el cens del 2000, Mifflinville tenia 1.213 habitants, 508 habitatges, i 376 famílies. La densitat de població era de 339,4 habitants/km².
Dels 508 habitatges en un 27,6% hi vivien nens de menys de 18 anys, en un 61% hi vivien parelles casades, en un 9,4% dones solteres, i en un 25,8% no eren unitats familiars. En el 23,2% dels habitatges hi vivien persones soles l'11% de les quals corresponia a persones de 65 anys o més que vivien soles. El nombre mitjà de persones vivint en cada habitatge era de 2,39 i el nombre mitjà de persones que vivien en cada família era de 2,8.
Per edats la població es repartia de la següent manera: un 21% tenia menys de 18 anys, un 5,6% entre 18 i 24, un 27,9% entre 25 i 44, un 28,4% de 45 a 60 i un 17,1% 65 anys o més.
L'edat mediana era de 42 anys. Per cada 100 dones de 18 o més anys hi havia 89 homes.
La renda mediana per habitatge era de 37.250 $ i la renda mediana per família de 43.317 $. Els homes tenien una renda mediana de 30.938 $ mentre que les dones 21.023 $. La renda per capita de la població era de 19.091 $. Entorn del 5,2% de les famílies i el 4,8% de la població estaven per davall del llindar de pobresa.

## Poblacions més properes
El següent diagrama mostra les poblacions més properes.